# Andrés López de Galarza
Pour les articles homonymes, voir López, Andrés López (homonymie) et Galarza.
Andrés López de Galarza (1528-1573), était un capitaine espagnol du XVIe siècle. Il fonda plusieurs villes de l'actuelle Colombie dont la plus importante est Ibagué (Tolima), fondée en 1550. Il fut également maire de Bogota en 1555, succédant à Juan Ruiz de Orejuela. L'année suivante, il fut remplacé dans sa charge par Antonio Ruiz.